# Tournoi pré-olympique féminin de la CAF 2024
Pour un article plus général, voir Tournoi féminin de football aux Jeux olympiques d'été de 2024.
Navigation
2020 2028
Le tournoi pré-olympique féminin de la CAF 2024 permet de désigner les sélections africaines qui participent aux Jeux de Paris en 2024. La sixième édition de ces éliminatoires se déroule du 12 juillet 2023 au 9 avril 2024. Les deux vainqueurs du quatrième tour sont directement qualifiés pour les Jeux olympiques.

## Format des éliminatoires
Sur les 53 membres de la CAF éligibles (le Zimbabwe étant suspendu depuis février 2022), vingt-cinq équipes se sont inscrites pour participer à la compétition et s'affrontent lors de confrontations aller-retour sur quatre tours à élimination directe. En cas d'égalité sur la somme des deux matchs, une prolongation puis une séance de tirs au but le cas échéant sont organisées.
Les deux vainqueurs du quatrième tour se qualifient pour les Jeux olympiques.

## Participants
25 équipes participent aux éliminatoires. Les sept équipes les mieux classées lors de la Coupe d'Afrique des nations féminine de football 2022 sont exemptées du premier tour.
| Entrants au 1er tour (18 équipes) | Entrants au 2e tour (7 équipes)                                             |
| --- | --------------------------------------------------------------------------- |
| - Bénin - Burkina Faso - Congo - Côte d'Ivoire - Éthiopie - Ghana - Guinée - Guinée-Bissau - Guinée équatoriale - Mali - Mozambique - Namibie - RD Congo - Rwanda - Ouganda - Sierra Leone - Tanzanie - Tchad | - Afrique du Sud - Botswana - Cameroun - Maroc - Nigeria - Tunisie - Zambie |

## Tirage au sort
Le tirage au sort a lieu le 30 mai 2023.
Les équipes du premier tour sont réparties en quatre chapeaux basés sur leur situation géographique, les équipes du chapeau 1 étant tirés contre ceux du chapeau 2, et celles du chapeau 4 contre celles du chapeau 4.
| Chapeau 1 (UFOA A)                     | Chapeau 2 (UFOA B)                     | Chapeau 3 (UNIFFAC)                            | Chapeau 4 (COSAFA & CECAFA)                  |
| -------------------------------------- | -------------------------------------- | ---------------------------------------------- | -------------------------------------------- |
| Mali Sierra Leone Guinée Guinée-Bissau | Bénin Burkina Faso Côte d'Ivoire Ghana | Tchad Congo RD Congo Guinée équatoriale Rwanda | Mozambique Namibie Ouganda Tanzanie Éthiopie |

Seul le premier tour fait l'objet d'un tirage au sort, le reste du tableau étant déjà prédéterminé (les équipes exemptées du deuxième tour ne s'affrontent pas lors de ce tour).

## Premier tour
Le premier tour se déroule entre le 10 et le 18 juillet 2023 et met aux prises 18 équipes.
La Sierra Leone déclare forfait avant le match aller contre le Côte d'Ivoire. 
La république du Congo déclare forfait avant le match aller contre le Tanzanie, faute de terrain disponible. 
Le Mozambique déclare forfait avant le match aller contre le république démocratique du Congo. 
Outre ces 3 équipes qualifiées à la suite du forfait de leurs adversaires, le Bénin, le Ghana, le Mali, la Namibie, l'Ouganda et l'Éthiopie poursuivent leur parcours dans la compétition.
| Équipe 1      | Résultat | Équipe 2           | Aller   | Retour  |
| ------------- | -------- | ------------------ | ------- | ------- |
| Guinée-Bissau | 4 - 5    | Bénin              | 2 - 2   | 2 - 3   |
| Guinée        | 0 - 7    | Ghana              | 0 - 3   | 0 - 4   |
| Burkina Faso  | 2 - 3    | Mali               | 0 - 1   | 2 - 2ap |
| Côte d'Ivoire | forfait  | Sierra Leone       | forfait | forfait |
| Namibie       | 2 - 0    | Guinée équatoriale | 2 - 0   | 0 - 0   |
| Ouganda       | 4 - 3    | Rwanda             | 3 - 3   | 1 - 0ap |
| Éthiopie      | 10 - 0   | Tchad              | 6 - 0   | 4 - 0   |
| Congo         | forfait  | Tanzanie           | forfait | forfait |
| Mozambique    | forfait  | RD Congo           | forfait | forfait |

## Deuxième tour
Le deuxième tour se déroule entre le 25 et le 31 octobre 2023 et voit l'entrée en lice de 7 équipes.
Le Mali déclare forfait avant le match aller contre la Zambie, faute de moyens. 
La Côte d'Ivoire déclare forfait avant le match aller contre la Tunisie également pour des raisons financières. 
Outre ces deux équipes qualifiées à la suite du forfait de leurs adversaires, le Ghana, le Maroc, le Cameroun, le Nigeria, la Tanzanie et l'Afrique du Sud poursuivent leur parcours dans la compétition.
| Équipe 1      | Résultat | Équipe 2       | Aller   | Retour  |
| ------------- | -------- | -------------- | ------- | ------- |
| Bénin         | 0 - 5    | Ghana          | 0 - 3   | 0 - 2   |
| Mali          | forfait  | Zambie         | forfait | forfait |
| Côte d'Ivoire | forfait  | Tunisie        | forfait | forfait |
| Namibie       | 0 - 4    | Maroc          | 0 - 2   | 0 - 2   |
| Ouganda       | 2 - 3    | Cameroun       | 2 - 0   | 0 - 3ap |
| Éthiopie      | 1 - 5    | Nigeria        | 1 - 1   | 0 - 4   |
| Tanzanie      | 3 - 0    | Botswana       | 2 - 0   | 1 - 0   |
| RD Congo      | 1 - 3    | Afrique du Sud | 1 - 1   | 0 - 2   |

## Troisième tour
Le troisième tour se déroule entre le 23 et le 28 février 2024 et voit s'affronter 8 équipes.
Le Maroc, le Nigeria, la Zambie et l'Afrique du Sud, qui étaient les 4 représentantes de l'Afrique à la Coupe du monde féminine de football 2023, se qualifient pour le quatrième et dernier tour.
| Équipe 1 | Résultat | Équipe 2       | Aller | Retour |
| -------- | -------- | -------------- | ----- | ------ |
| Ghana    | 3 - 4    | Zambie         | 0 - 1 | 3 - 3  |
| Tunisie  | 2 - 6    | Maroc          | 1 - 2 | 1 - 4  |
| Cameroun | 0 - 1    | Nigeria        | 0 - 0 | 0 - 1  |
| Tanzanie | 0 - 4    | Afrique du Sud | 0 - 3 | 0 - 1  |

## Quatrième tour
Le quatrième tour se déroule entre le 5 et le 9 avril 2024.
Le Nigeria et la Zambie se défont respectivement de l'Afrique du Sud et du Maroc, et se qualifient donc pour le tournoi féminin de football des Jeux olympiques d'été de 2024.
| Équipe 1 | Résultat | Équipe 2       | Aller | Retour  |
| -------- | -------- | -------------- | ----- | ------- |
| Zambie   | 3 - 2    | Maroc          | 1 - 2 | 2 - 0ap |
| Nigeria  | 1 - 0    | Afrique du Sud | 1 - 0 | 0 - 0   |